# Clarias microstomus
Clarias microstomus är en fiskart som beskrevs av Ng 2001. Clarias microstomus ingår i släktet Clarias och familjen Clariidae. Inga underarter finns listade i Catalogue of Life.